# Rhus taitensis
Apape
Espèce
Rhus taitensis est une espèce d'arbre qui pousse sur certaines îles d'Océanie et d'Asie tropicale. Rhus taitensis se trouve à flanc de montagne dans les forêts de moyenne altitude. Elle se présente comme un arbre pouvant atteindre 15 mètres de haut avec selon la saison des petits fruits noirs ou des petites fleurs blanches.

## Noms vernaculaires
Rhus taitensis est connu dans plusieurs langues polynésiennes sous des noms très similaires issus de la même racine proto-polynésienne tawahi, : tavahi en tongien et niuéen, tavaʻi en samoan,, tavai en maori des Îles Cook, wallisien et futunien, ʻāvai (anciennement) ou ʻāpape en tahitien, tawai en maori de Nouvelle-Zélande, tabai sur l'île Rennell aux îles Salomon.
En Papouasie-Nouvelle-Guinée, cette espèce est nommée komare en ankave, une langue papoue de la famille des langues anganes.
Cette espèce ne possède pas de nom commun en français. En Polynésie française, le nom tahitien apape [ʔa:pape]* est donc souvent employé, sans notation du coup de glotte ni de l'allongement vocalique. En anglais plusieurs noms lui sont attribués : « Rhus tahitien » (Tahitian Rhus) aux Îles Cook, « Sumac des îles » (Island Sumac), Lemayo et Sumach.

## Description
Rhus taitensis se présente sous l'aspect d'un arbre de taille moyenne pouvant mesurer jusqu'à 6 mètres de hauteur pour une largeur de 5 à 6 mètres.

## Distribution et habitat
Rhus taitensis est largement répandu en Océanie et en Asie tropicale : au Nord-Est de l'Australie, aux Philippines, en Malaisie, aux États fédérés de Micronésie, en Polynésie française, en Îles Cook, au Samoa, à Tonga.
Cet arbre pousse sur les sols poreux superficiels et les roches coralliennes. On le trouve dans les forêts de moyenne altitude, à l'étage hygrotropical. Ces forêts comprennent des groupements sur de formation diversifiée avec un taux d'endémisme élevé et une richesse des formes biologiques. Elles sont bien développées dans les îles hautes (Tahiti, Moorea) mais réduite aux Australes. A Tahiti, elles se trouvent à des hauteurs comprises entre 300 et 1000 m d'altitude; dans les lieux très arrosés, elles peuvent se réduire à une portion situées entre 200 et 300 m. Ce sont des bois clair à voûte discontinues herbacées de fougères. Rhus taitensis se trouve sous forme soit de pieds isolés, soit de petits bouquets. Cet arbre peut atteindre 12 à 15 m de haut.
Il s'agit d'une espèce non menacé d'après l'Union internationale pour la conservation de la nature, principale ONG mondiale consacrée à la cause de la conservation de la Nature.

## Histoire du taxon
Cette espèce est connue des peuples autochtones depuis la colonisation des îles où elle pousse. Elle fut récoltée à Tahiti par le négociant et ethnographe belgo-français Jacques-Antoine Moerenhout et le médecin italien Bertero. En 1834, ils expédièrent leur herbier au naturaliste français Alcide Dessalines d'Orbigny, qui en distribua un exemplaire au Muséum national d'histoire naturelle à Paris, où le botaniste Jean Baptiste Antoine Guillemin lui attribua en 1837 son nom binominal actuel. Rhus taitensis (du celtique rhudd : rouge et du tahitien Tahiti : nom d'île) porte le nom de genre des sumacs et un nom d'espèce faisant référence à son île de récolte Tahiti, autrefois orthographiée Taïti.
Cette espèce a autrefois été répertoriée sous les noms Duckera taitensis, Rhus simarubifolia et Rhus simarubifolia var. taitensis.

## Utilisation

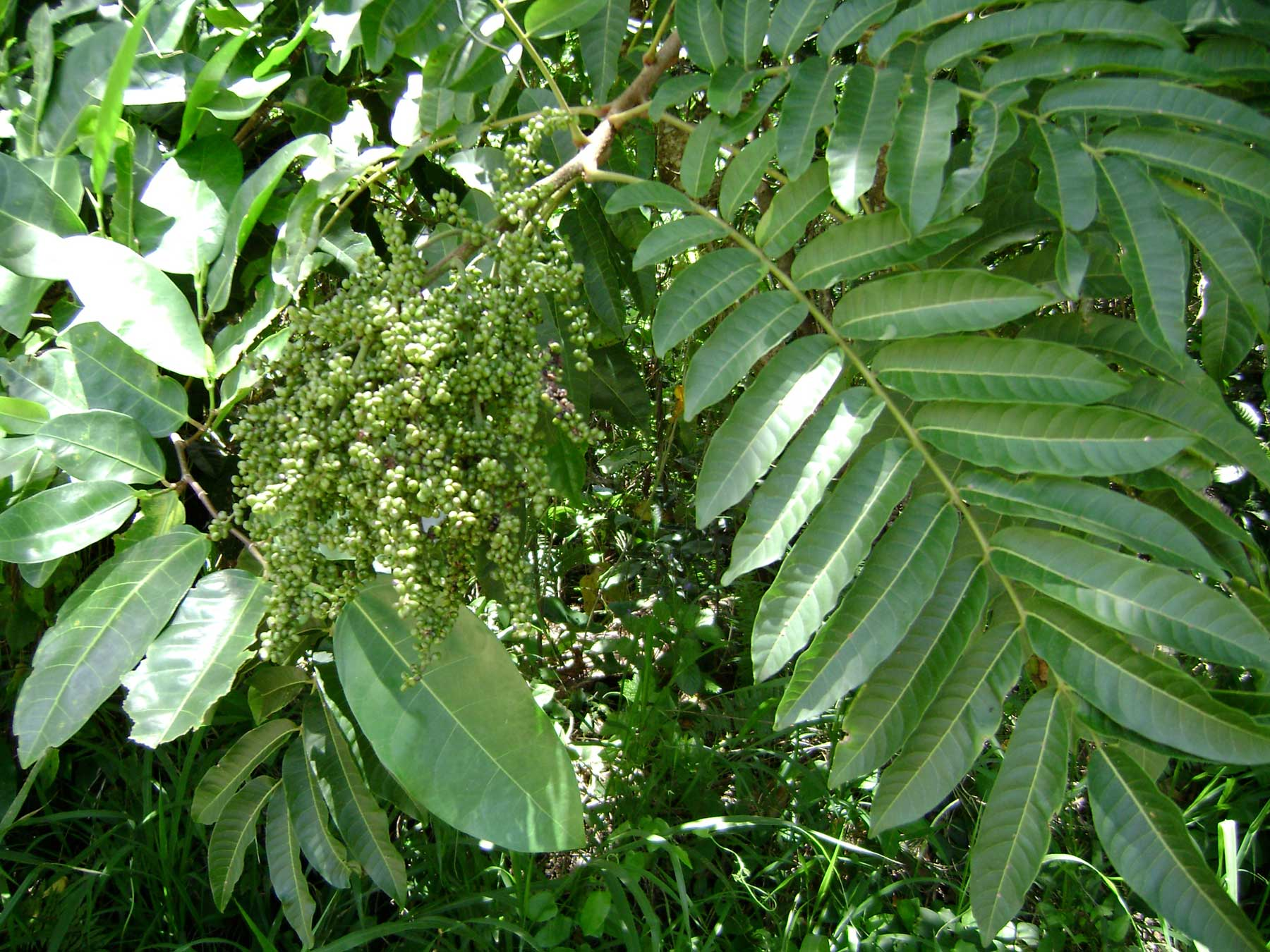
Feuille de rhus taitensis

Ses feuilles servent traditionnellement à produire une teinture noire pour la réalisation de tapas. En 1997, un nouveau triterpène, le tétrahydroxysqualène, a été découvert dans les feuilles de rhus taitensis. En 2008, une publication annonce que cette molécule est efficace pour lutter contre la tuberculose.
Ses fruits sont un des aliments favoris des pigeons.
Son bois sert à fabriquer des cagettes à fruits. C'est un bon bois de chauffage. Cette espèce est également utilisée pour la fabrication de va'a, les pirogues polynésiennes à balancier; mais son bois ne fait pas partie des plus recherchés pour la construction navale qui sont dans l'ordre le pūrau, le tāmanu ou takamaka et le ’autera’a ou badamier.
Son écorce est utilisée pour fabriquer des récipients servant à préparer l'arrow-root de Tahiti, le tubercule d'une plante polynésienne de la famille des Taccaceae, ressemblant à la pomme de terre ou l'igname, qui contient une substance âcre pouvant être éliminée par lavages successifs.
Sa sève chauffée sert de colle pour la pose de membrane en peau de python sur des tambours.
En l'absence de description chimique, toxicologique et pharmacologique de l'espèce, elle est considérée inutilisable en cosmétologie et dans l'alimentation. En effet les autres espèces connue du genre Rhus sont connues pour leurs propriétés allergisantes (eczéma de contact) et le manque d'originalité de leur composition chimique.